# Open Software Foundation
Pour les articles homonymes, voir OSF.
L'Open Software Foundation (OSF) est une organisation fondée en 1988 en vue de créer un standard ouvert pour une implémentation du système d'exploitation Unix. Les entreprises fondatrices étaient les suivantes : Apollo Computer, Groupe Bull, Digital Equipment Corporation, Hewlett-Packard, IBM, Nixdorf Computer et Siemens. Les entreprises Philips et Hitachi les ont rejointes ultérieurement. L'OSF a fusionné avec l'X/Open en février 1996, pour donner naissance à l'Open Group.
Entre autres activités, l'Open Software Foundation fournit une implémentation de référence (code source) sur laquelle sont basés tous les produits du Distributed Computing Environment (DCE).
Le DCE est portatif et flexible - l'implémentation de référence est indépendante aussi bien des réseaux que des logiciels d'exploitation et fournit une architecture dans laquelle les nouvelles technologies peuvent être introduites. De ce fait, cela laisse, pour le futur, des améliorations possibles.
L'objectif du DCE est que l'implémentation de référence introduise la technologie mûre et éprouvée pouvant être employée dans différentes parties de services ou comme infrastructure intégrée complète.